# Synthese (Chemie)
In der Chemie bezeichnet die Synthese (von griechisch synthesis ‚Zusammenstellung‘) den Vorgang, bei dem aus Elementen eine Verbindung oder aus einfach gebauten Verbindungen ein komplizierter zusammengesetzter neuer Stoff hergestellt – manchmal auch: dargestellt –  wird. Als  (synthetische) Darstellung wird die beispielhafte Herstellung einer Verbindung im Labormaßstab, aber auch die Herstellung eines Elements in reiner Form bezeichnet.
Eine Synthese ist also mehr als das (physikalische) Vermischen von zwei oder mehr Stoffen. Aus einer neu synthetisierten Verbindung können die Ausgangsstoffe durch rein physikalische Vorgänge nicht wieder gewonnen werden, im Gegensatz zu einer Mischung.
Die bei einer chemischen Synthese eingesetzten Rohstoffe bezeichnet man häufig auch als Reaktanden, Reagenzien oder veraltet als Edukte, das Ergebnis als Produkt. Durch eine geeignete Gestaltung der Reaktionsbedingungen wie Temperatur, Druck, Mischungsverhältnis, Katalysatoren, pH-Wert und Lösungsmittel kann die Ausbeute an dem Produkt beträchtlich beeinflusst werden.

## Synthesearten
Als Totalsynthese, Synonym auch Vollsynthese oder De-novo-Synthese, bezeichnet man die Herstellung eines Naturstoffes, ohne dass hierbei auf Zwischenprodukte zurückgegriffen wird, die aus anderen Quellen stammen, z. B. in Organismen durch Biosynthese gebildete Zwischenprodukte. Im Gegensatz zur Totalsynthese wird bei einer Partialsynthese (synonym Teilsynthese, seltener auch Halbsynthese) auf Zwischenprodukte aus anderen Quellen zurückgegriffen.
Die in lebenden Organismen stattfindende Synthese organischer Verbindungen wird als Biosynthese bezeichnet.
Bei der Festphasensynthese wird eine Substanz durch chemische Reaktion hergestellt, in dem ein Grundmolekül an einen meist porösen polymeren Träger chemisch gebunden ist. An diesem werden dann nach folgendem Reaktionsschema die chemischen Veränderungen durchgeführt: Reaktion, Waschschritte mit Lösungsmitteln zum Reinigen des gebundenen Moleküls, Reaktion, Waschschritte, Reaktion, …, bis zum gewünschten Zielmolekül. Dieses wird dann in einer Reaktion vom Träger abgetrennt und ggf. durch weitere Reinigungsschritte als Reinsubstanz gewonnen. Ein frühes Beispiel der Festphasensynthese ist die Merrifield-Synthese.

## Technische Synthesen
Die wichtigsten chemischen Synthesereaktionen dienen entweder zur Herstellung eines Rohstoffs (zum Beispiel: Haber-Bosch-Verfahren zur Synthese von Ammoniak; Herstellung von Methylchlorsilanen als Zwischenprodukt für die Herstellung von Silikonen), oder zur Herstellung eines Wirkstoffs (zum Beispiel: Synthese von Acetylsalicylsäure aus Phenol). Die Synthese von chiralen Stoffen (Arzneistoffe, Pflanzenschutzmittel etc.) mit einer einheitlichen dreidimensionalen Struktur kann durch enantioselektive Synthese oder enantioselektive Katalyse erfolgen. Vielfach werden Synthesen nach ihren Entdeckern benannt, zum Beispiel die Reppe-Synthese, die Fischer-Tropsch-Synthese oder die Asinger-Synthese.